# Готфрид II фон Рабс
Готфрид II фон Рабс (нем. Gottfried II. von Raabs; ум. ок. 1137) — бургграф Нюрнберга с ок. 1105 (правил совместно с младшим братом Конрадом I).
Сын Готфрида I фон Госама, родовым владением которого был бург Рабс в Нижней Австрии. Наследовал отцу ок. 1100 г.
В 1105 году Нюрнберг был частично разрушен в результате войны, которую вели между собой император Генрих IV и его сын Генрих V. Для восстановления города туда были направлены Готфрид II фон Рабс и его брат Конрад I с официальным титулом кастелянов.
Готфрид II умер около 1137 года. Ему наследовал сначала брат, потом сын — Готфрид III (ум. 1160), принявший титул бургграфа (burggravius de Norinberg).